# Robinzak
Robinzak war eine deutsche Jugendsendung, die im Nachmittagsprogramm des ZDF Mitte der 1970er-Jahre ausgestrahlt wurde (Erstausstrahlung: 25. August 1973). Es wurden 30 Folgen produziert, die jeweils freitags nachmittags alle 14 Tage ausgestrahlt wurden.
Hauptfiguren dieser Sendereihe waren Robinzak und Telezak. Robinzak war in jeder Folge ein anderes Kind zwischen acht und zwölf Jahren, das gerne eine Frage beantwortet bekommen möchte.  Dazu steigt es in eine Art Raumanzug und spielt die Rolle eines Kindes von einem anderen Stern, das gerne genau seine Frage beantwortet bekommen möchte. Ihm zur Seite steht der kleine Roboter Telezak, der auf seinem Bildschirm Filme zur Beantwortung der Frage zeigen kann.
Autoren der Fernsehserie waren Hans Hermann Köper und Gerhard Schmidt.

## Die Folgen
1. Diese Väter
2. Spielen – aber wo?
3. Diese Mütter!
4. Eltern-Ersatz
5. Geld wie Heu!
6. Fernsehhelden
7. Strafe muß sein! – Muß Strafe sein?
8. Von Onkeln und Tanten und anderen Verwandten
9. Meister Wirbelwind heiratet Frau Saubermann
10. Ein Freund, kann das der Papa sein?
11. Streit muß gelernt sein!
12. Schon wieder diese Ferien!
13. Alle gegen einen – ist das gerecht?
14. Aktion „Schöne Schule“
15. Hausaufgaben – Schwerarbeit für Kinder?
16. Sind die Lehrer für die Schüler da?
17. Sind Lehrer auch Menschen?
18. Ohne Preis kein Fleiß?
19. Eifersucht – Was ist denn das?
20. Aber der Jürgen hat gesagt …
21. So war das doch nicht gemeint
22. 11 Jahre alt und unglücklich verliebt …?
23. Sowas können wir uns nicht leisten …
24. Ohne Taschengeld geht es nicht
25. Monikas Spezialarbeit
26. Englisch 1 – Erdkunde 5
27. Im Landschulheim
28. Das Geburtstagsgeschenk
29. Große und kleine Sportskanonen
30. Mit keinem kann man reden …

## DVD
- Bisher wurden die Robinzak-Folgen noch nicht auf DVD veröffentlicht. Lediglich auf der „Retro TV Kids-Box“ der Internetseite Retro-TV ist eine Folge auf DVD veröffentlicht worden (Folge: Monikas Spezialarbeit).